# Круги под глазами

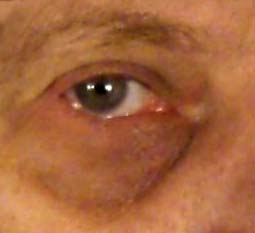

Круги под глазами — изменение окраса кожи под глазами в виде появления тёмных пятен, что может быть обусловлено различными причинами: повышение уровня меланина в организме, недостаток сна и умственное перенапряжение, вызывающие блеск кожи, из-за которого кровяносные и лимфатические сосуды под нею становятся более заметными, расширение кровеносных сосудов, застой крови и гиперпигментация, аллергические реакции, заболевания печени, старение организма и так далее.
В зависимости от природы появления кругов под глазами для их устранения могут использоваться различные методы: маскирующие косметические кремы (хотя использование некоторых из них способно привести к уменьшению толщины кожи, по причине чего учёными рекомендуется применение с данной целью кремов, содержащих витамин A), лазерная терапия, после применения которой существует риск появления рубцов на коже, инъекции жира или гиалуроновой кислоты, гидрохинон, инъекции богатой тромбоцитами плазмы.